# Андрея Поллак
Андрея Поллак  (нім. Andrea Pollack, 8 травня 1961) — німецька плавчиня, олімпійська чемпіонка.

## Виступи на Олімпіадах
| Олімпіада     | Дисципліна                            | Місце     |
| ------------- | ------------------------------------- | --------- |
| Монреаль 1976 | плавання на 200 метрів вільним стилем | 3 h3 r1/2 |
| Монреаль 1976 | естафета 4 × 100 вільним стилем       | 2         |
| Монреаль 1976 | плавання на 100 метрів, батерфляй     | 2         |
| Монреаль 1976 | плавання на 200 метрів, батерфляй     | 1         |
| Монреаль 1976 | комплексна естафета 4 × 100           | 1         |
| Москва 1980   | плавання на 100 метрів, батерфляй     | 2         |
| Москва 1980   | плавання на 200 метрів, батерфляй     | 4         |
| Москва 1980   | комплексна естафета 4 × 100           | 1         |